# Musée maritime de Bonanjo
Le musée maritime de Bonanjo, aussi appelé musée maritime de Douala est un musée public camerounais. Il se situe à l'avenue des cocotiers à Douala (Littoral, Cameroun)  sur la rue de l’hôpital face à la division informatique des douanes non loin de la place portuaire, de l’hôtel Sawa ainsi que l’hôtel Pullman au quartier Bonanjo. Ce musée contemporain concilie de par ses collections tradition et modernité.

## Histoire

### Début du projet
Le musée maritime de Bonanjo, lieu de la culture, connait trois localisations depuis sa création. Il ouvre ses portes dans les années 80 à l'angle de la rue du tribunal à Bonanjo. Il change d'emplacement pour s'installer à l'avenue de Gaulle à Bonanjo. En 1989, il ferme ses portes à la suite de la mise en hibernation du Conseil national des chargeurs du Cameroun (CNCC). Dans le but de le faire revivre, le CNCC revient à la place portuaire de Douala en 2006 sous la direction de Auguste Mbappe Penda. En 2009, ce dernier lance le projet de sa construction. Depuis le 17 decembre 2013, il connait son troisième emplacement à Douala, Bonanjo à la rue de l'hôpital non loin de son organisme de tutelle. Aujourd'hui, il vise la collecte, la conservation et la diffusion du patrimoine culturel de la côte du pays et de la valorisation de son histoire.

### Acquisitions, mises en place et lancement
Le musée maritime de Douala a enrichi ses collections grâce à des acquisitions diverses. Dans le cadre de ses partenariats, il a reçu des dépôts et des dons de la part de la Communauté Urbaine de Douala (CUD), de Boluda Cameroun, une entreprise de remorquage basée à Douala, ainsi que du Guichet des opérateurs du Commerce Extérieur.
D'autres institutions ont également contribué à l'enrichissement des collections, notamment le musée d'art de Lima dans le grand Batanga à Kribi, la mairie de Bimbia et TIDE WATER Pan Maritime. Des particuliers, tels que M. Valère EPEE, homme de culture ont également apporté leur contribution par des prêts d'objets.
Au delà de ces dépôts et dons, le musée a commandé des œuvres d'art à des artistes locaux pour la réalisation de maquettes de navires provenant de la région du Sud-Ouest, retraçant ainsi l'évolution des navires.
Le musée a également acquis des outils de pêche artisanale auprès des pêcheurs locaux. Ces acquisitions ont permis au musée de disposer d'une collection riche et variée, comprenant des sculptures, des photographies, des cartes, des toiles et tableaux. Les expositions du musée reposent sur des thèmes variés, tels que l'histoire maritime, la pêche artisanale locale, etc.
| \| 500 km1:18 610 000 \| National (1972) Doual'art(1991) Civilisations (2010) Lenale ndem (2013) Maritime (1986) Mankon (2005) |
| 500 km1:18 610 000 |

| 500 km1:18 610 000 |

| Musées (Année de création) |

### Missions
Dès sa création, il a pour but la collecte, la conservation et l'exposition des œuvres et des objets d’importance ayant trait à l’histoire maritime du pays en général et de la côte littorale en particulier,.
Ses œuvres racontent principalement l'histoire maritime du Cameroun d’où son nom. Son but est de mieux comprendre et d'apprécier l'histoire autour de la côte camerounaise notamment les échanges entre le peuple côtier, les occidentaux et les hinterlands.

## Administration

### Promoteur, tutelle et direction/gestion du musée
Le musée est géré par le CNNC avec comme directeur depuis 2006, Auguste Mbappé Penda. Avant 1989 (année de fermeture), il avait comme directeur Gutave Tchetgen.

### Financement
Le musée tout comme la CNCC est sous la tutelle financière du ministère des finances du Cameroun.

### Tourisme et fréquentation
Attraction touristique dans la ville, le musée propose une plongée dans l'histoire maritime de Douala, avec des expositions sur les pirogues anciennes, les navires modernes et l'importance du commerce dans la formation de l'identité de la ville. Les visiteurs peuvent découvrir l'histoire de la marine camerounaise, les différentes étapes de la construction des navires, ainsi que les traditions et coutumes liées à la mer. Le musée propose également des activités interactives, telles que des simulations de navigation maritime et des jeux éducatifs pour les enfants.

## Architecture et organisation de l'espace

### Architecture
Le bâtiment présente une forme de navire.Il est construit sur une superficie de 600 m2 et s'élève sur 03 étages comprenant, 400 m2 d'un espace d'expositions reparti entre les trois étages, 80 m2 d'une salle polyvalente pour des travaux pédagogiques. Conçu pour ressembler à la poupe d'un bateau, avec une forme courbe et aérodynamique mesurant 15 m de hauteur, 40 mètre de longueur et 20 mètre de largeur. La muséographie est réalisée avec 1500 m³ de béton armé, 500 m² de verre, 200 tonnes d'acier et 100 m³ de bois, avec des façades composées de 300 m² de verre, 200 m² d'acier et 500 m² de béton.

### Organisation de l'espace
L'espace muséal comprend des espaces d'exposition, 2 salles de conférence d'une capacité de 50 personnes, des espaces de détente de 100 m², un éclairage naturel sur 50% de la superficie totale et 500 luminaires pour l'éclairage artificiel, ainsi que les systèmes de climatisation et de ventilation d'une puissance de 100 KW. Un débit d'air de 10.000 m³/h, garantissant ainsi des conditions optimales pour la conservation et la présentation des collections.

## Aspects techniques, équipements, services

### Aspects techniques
Les aspects techniques du musée sont réglementés par les tutelles ministérielles:
- Ministère des Arts et de la Culture: grâce à une assistance technique ciblée, l'équipe muséale bénéficie d'un soutien pour l'élaboration des projets scientifiques et culturels, des échanges de bonnes pratiques, la mise en place d'une politique d'acquisition des collections éthique et responsable, ainsi que de programme de formation continue pour les professionnels de la muséologie.
- Ministère des Transports: le 31 mai 2024, le musée maritime a eu l'honneur d'accueillir une délégation des experts de l'Organisation Maritime International (OMI), conduite par Mohammed Drissi, consultant de l'OMI et chef du centre de recherche et sauvegarde maritime marocain. Cette visite s'inscrivait dans le cadre d'un séminaire sur la recherche et le sauvetage des vies humaines en mer au Cameroun, organisé à Douala par le ministère des transports en collaboration avec l'OMI. Cette rencontre a permis de renforcer les liens entre les musées maritime de Douala et l'OMI, ainsi que de promouvoir la coopération internationale dans le domaine de la muséologie maritime. Tout ceci sous le regard de l'Institution étatique qu'est le Ministère des transports.
- Ministère du Tourisme et des Loisirs: dans le cadre de la valorisation du patrimoine culturel, le musée a reçu mercredi 29 mars 2023  la visite de nombreux élèves. Ces jeunes, issus des clubs culturels de plusieurs établissements secondaires de Douala, ont été accompagnés par Mme Florence Akono, chef de service de la promotion du tourisme à la délégation régionale du littoral. Cette visite s'inscrit dans le cadre d'une action pédagogique visant à sensibiliser les jeunes générations à l'importance du patrimoine culturel. En effet le musée en tant qu'institution culturelle, a pour mission de collecter, conserver, étudier et mettre en valeur les objets et œuvres d'art qui témoignent de l'histoire et de l'identité d'une société. Cette initiative s'inscrit dans la droite ligne des politiques mises en œuvre par le Ministre d'État, Ministre du Tourisme et des Loisirs, Bello Bouba Maïgari.

### Activités
1. Visite guidée et commentée des expositions
2. Éducation à la culture muséale/ sorties pédagogiques
3. Activités culturelles pour jeunes vacanciers

Le musée offre en plus des visites libres ou privées. Il est aussi possible de tester des attractions. Un simulateur de navigation permet d'explorer le métier de marin ainsi, de piloter un navire. La case des tempêtes est un équipement technologique en 3D qui plonge le visiteur dans un voyage en haute mer.

## Collections
Le musée dispose à la fois des expositions permanente et temporaire.

### Exposition permanente
Le musée possède une collection riche et variée tels que les sculptures, les photographies, les cartes, les toiles, les tableaux dont l'exposition repose sur les thèmes variés notamment : l'homme dans son milieu naturel, l'évolution des types de navires dans le monde et dans les ports camerounais, l'histoire des échanges commerciaux et leur évolution dans les ports camerounais .

### Exposition temporaire
Les expositions temporaire sont organisées dans le cadre des visites spéciaux, ou lors des manifestations dans la ville de Douala. A l'occasion du festival ngondo, le musée tient des expositions temporaire en vue de sensibiliser; d'éduquer et d'égayer les festivaliers. Le 6 novembre 2024, le musée a organisé une exposition photographique intitulée ''soul makossa man''  en hommage au chanteur Manu Dibango. Cette hommage a été pensé dans le but de divertir les participants du festival international de la filière banane plantain.
Le 18 décembre 2020, le musée maritime a organisé l'exposition temporaire sur le thème: patrimoine des peuples de l'eau et d'histoire maritime du Cameroun. Centrée sur l'eau, l'homme et la terre, cette exposition résulte d'un partenariat entre le CNCC et la fondation AfricAvenir International de Kum'a Dumbé III.